# 189312 Jameyszalay
189312 Jameyszalay este o planetă minoră (asteroid), cu un diametru de 4,536 km, din centura de asteroizi. A fost descoperită pe 1 mai 2006 la Observatorul Național Kitt Peak de Marc Buie⁠(d). 
Obiectul prezintă o orbită caracterizată de o semiaxă mare de 3,1445748056316 UAi, o excentricitate de 0,19, o înclinație de 2,8 ° în raport cu ecliptica.